# Annalisa Manduca
Annalisa Manduca, all'anagrafe Anna Manduca (Napoli, 23 agosto 1964) è una giornalista, conduttrice radiofonica e conduttrice televisiva italiana.

## Biografia
Dopo aver vinto un concorso, ha esordito come annunciatrice e come speaker del GR 2 Campania. Ha presentato la trasmissione Check-up dal 1987 al 1998. Ha condotto al fianco di Amedeo Goria due edizioni di Unomattina Estate, nel 1992 e nel 1993. Giornalista dal 2002, è stata autrice di programmi di divulgazione scientifica e di documentari, e ha collaborato a vari quotidiani e riviste tra cui Gente, Il Mattino, Giornale di Sicilia e IO Donna. È sposata con il giornalista del TG1 Stefano Ziantoni.

## Televisione
- Check-up (Rai 1, 1987-1997)
- Unomattina (Rai 1, 1990-1992) inviata
- Unomattina Estate (Rai 1, 1992-1993)
- Festival di Sanremo (Rai 1, 1993) inviata in collegamenti con le giurie
- Tortuga (Rai 3, 1994)
- Pasqua napoletana (Rai 2, 1995)
- Concerto dell'Epifania (Rai 1, 1997, 1999-2000)
- Check-up Salute (Telemontecarlo, 1997-1998)
- Viaggianapoli nella moda (Rai 1, 1997-2000)
- Campo Base (National Geographic Channel, 2002-2005)
- L'ora della salute (LA7, 2018-2019)
- Le parole della salute (LA7, 2020-2023)

## Radio
- Una mela al giorno (2000-2003, Radio Svizzera)
- Il canto delle sirene (2001-2007, Radio 2)
- BenFatto (2010-2011, Radio 1)
- Life - Il weekend del benessere e della salute (2014-2020, Radio 1)
- Sportello Italia (2019, Radio 1)
- Formato Famiglia Life (2020-2022, Radio 1)

## Libri
- Pensieri grassi (2001, Gremese)
- Cosa pensano le donne quando lessano gli spinaci (2002, Gremese)